# Nieuwjaar

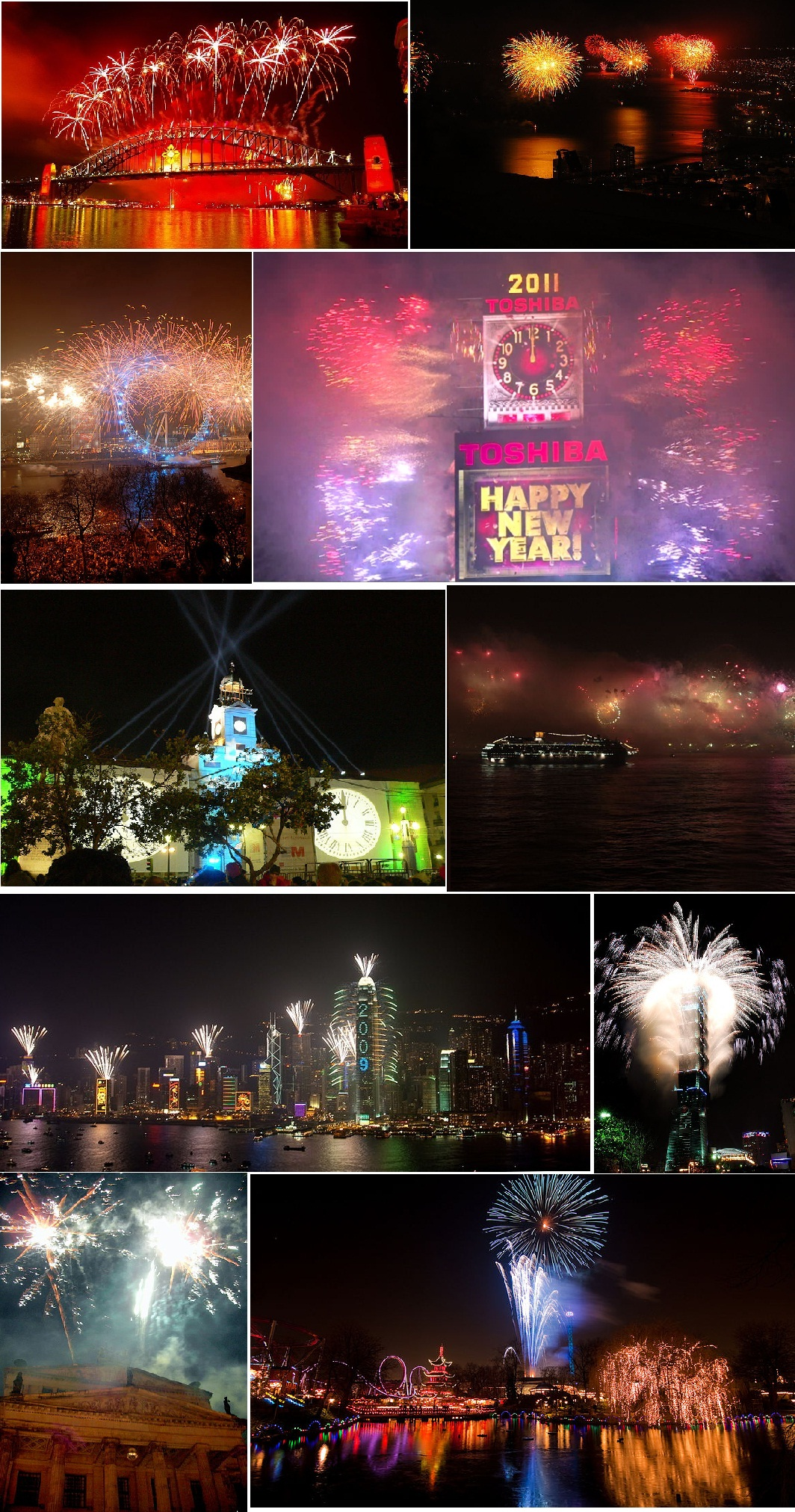
Nieuwjaarslappendeken

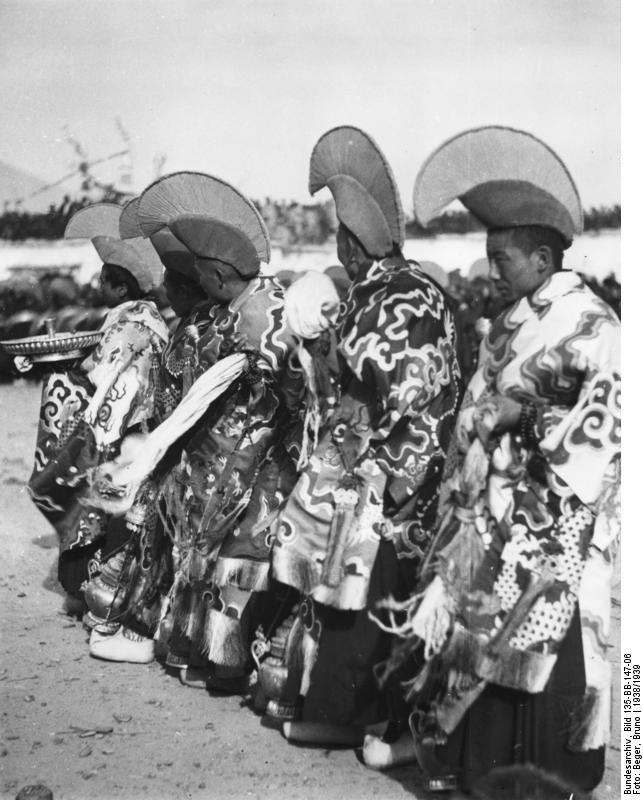
Lama's op weg naar een nieuwjaarsfeest; foto genomen tijdens Tibetexpeditie in 1938

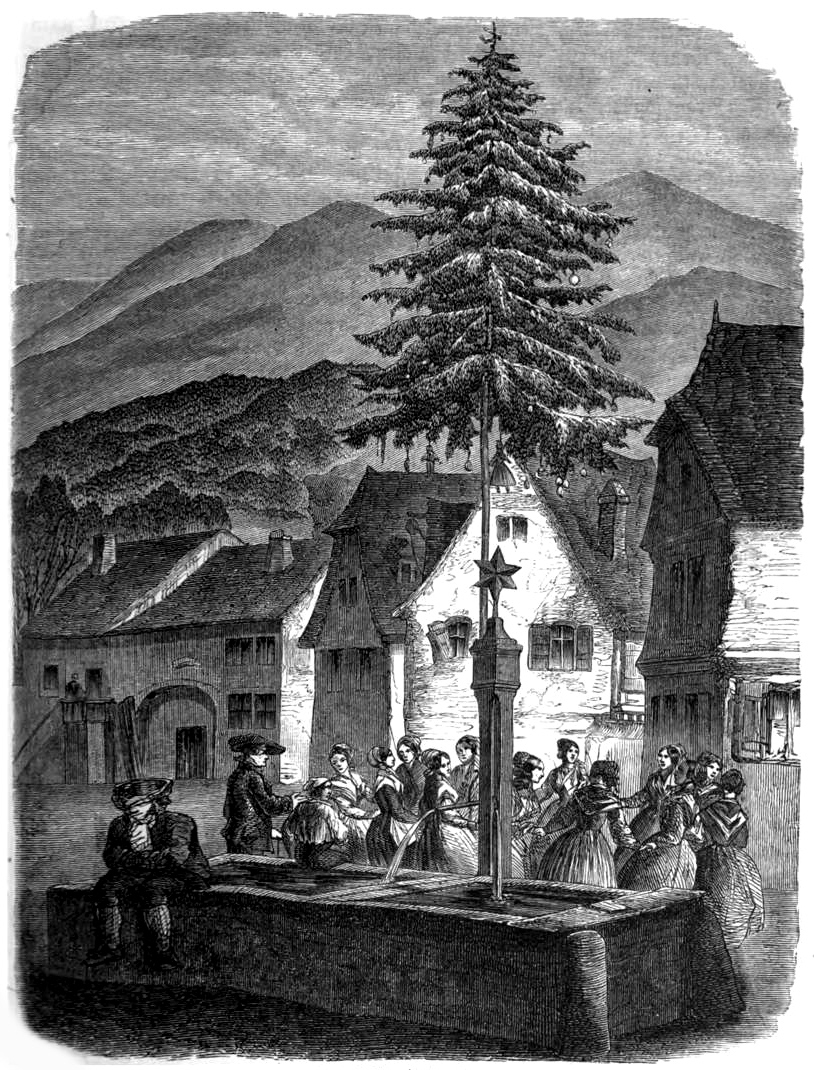
Nieuwjaarsdag in de Vogezen, Das festliche Jahr in Sitten, Gebräuchen und Festen der germanischen Völker, 1863

Nieuwjaar is de dag waarop het begin van het nieuwe jaar wordt gevierd. In de westerse wereld valt deze dag op 1 januari (de dag na oudejaarsavond), in andere culturen vaak op andere data. Bij deze viering zijn wederzijdse gelukwensen en goede voornemens gebruikelijk. In Kiribati (tijdzone UTC+14) wordt als eerst het nieuwe jaar ingeluid en als laatste zijn Bakereiland en Howlandeiland (tijdzone UTC−12) aan de beurt.

## Geschiedenis
Een van de oudste kalenders dateert uit de prehistorie, de Assyrische kalender en die begon het nieuwe jaar bij het begin van de lente, als de natuur weer tot leven kwam. De Babyloniërs brachten rond 2600 v.Chr. een koningsoffer. Ze meenden dat op nieuwjaarsdag de koning het mikpunt van de goden zou zijn, dus vervingen ze de koning tijdelijk door een slaaf of een ter dood veroordeelde, reden hem als koning rond en offerden hem ten slotte. Zo werd het kwaad een jaar afgewend.
Een ander systeem uit de prehistorie is de zonnewende, vanaf 21 december, als de dagen langer beginnen te worden. De oude Germaanse oud-en-nieuwviering werd in de winter gevierd, duurde 12 dagen en nachten en heette 'Joelfeest'. Het Joelfeest begon op de langste nacht van het jaar op 21 december en duurde tot 1 januari, het huidige Nieuwjaar.
Bij de Romeinen begon het nieuwe jaar op 1 maart, totdat Julius Caesar in 45 v.Chr. de juliaanse kalender invoerde, vanaf die tijd was Nieuwjaar op 1 januari. De Romeinen offerden sindsdien op die dag aan de god Janus (waarnaar januari is genoemd) om hem mild te stemmen voor het aankomende jaar. Dit begin van het jaar in maart komt nog tot uiting in de namen van onze maanden september ("zevende maand"), oktober ("achtste maand"), november ("negende maand") en december ("tiende maand"), en in de schrikkeldag, die voorkomt aan het eind van de laatste en kortste maand van het jaar: februari.
Bij de invoering van het christendom wilde de Kerk een eind maken aan de heidense gewoonten rond deze nieuwjaarsviering, en werd 1 januari uitgeroepen tot Hoogfeest van Maria Moeder van God. Er ontstonden verschillende jaarstijlen waarbij het jaar in verschillende regio's op een ander moment begon (bijv. Kerstmis of Pasen). De Spaanse landvoogd Requesens besloot in 1575 dat het nieuwe jaar officieel op 1 januari begon.

## Tradities en gebruiken

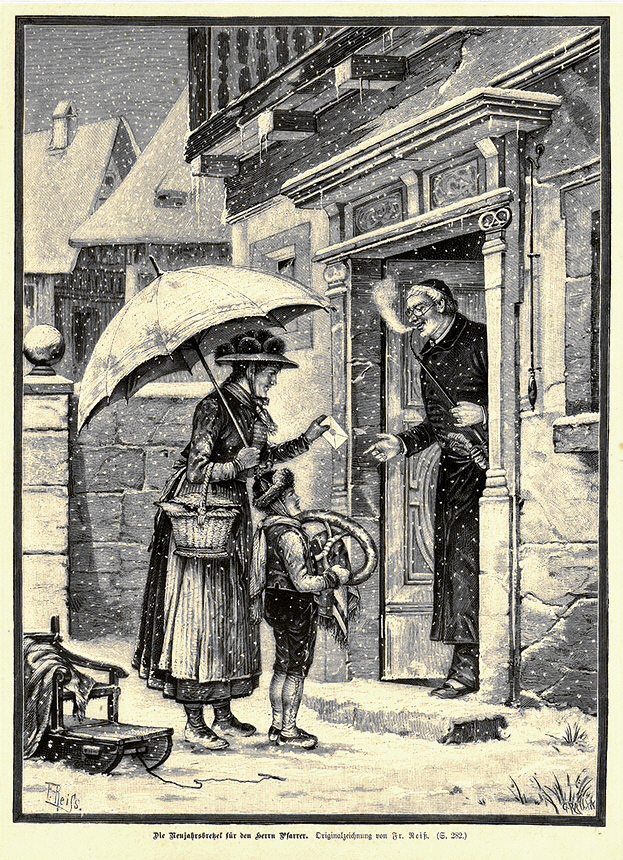
De nieuwjaarpretzel voor de pastoor, 1884

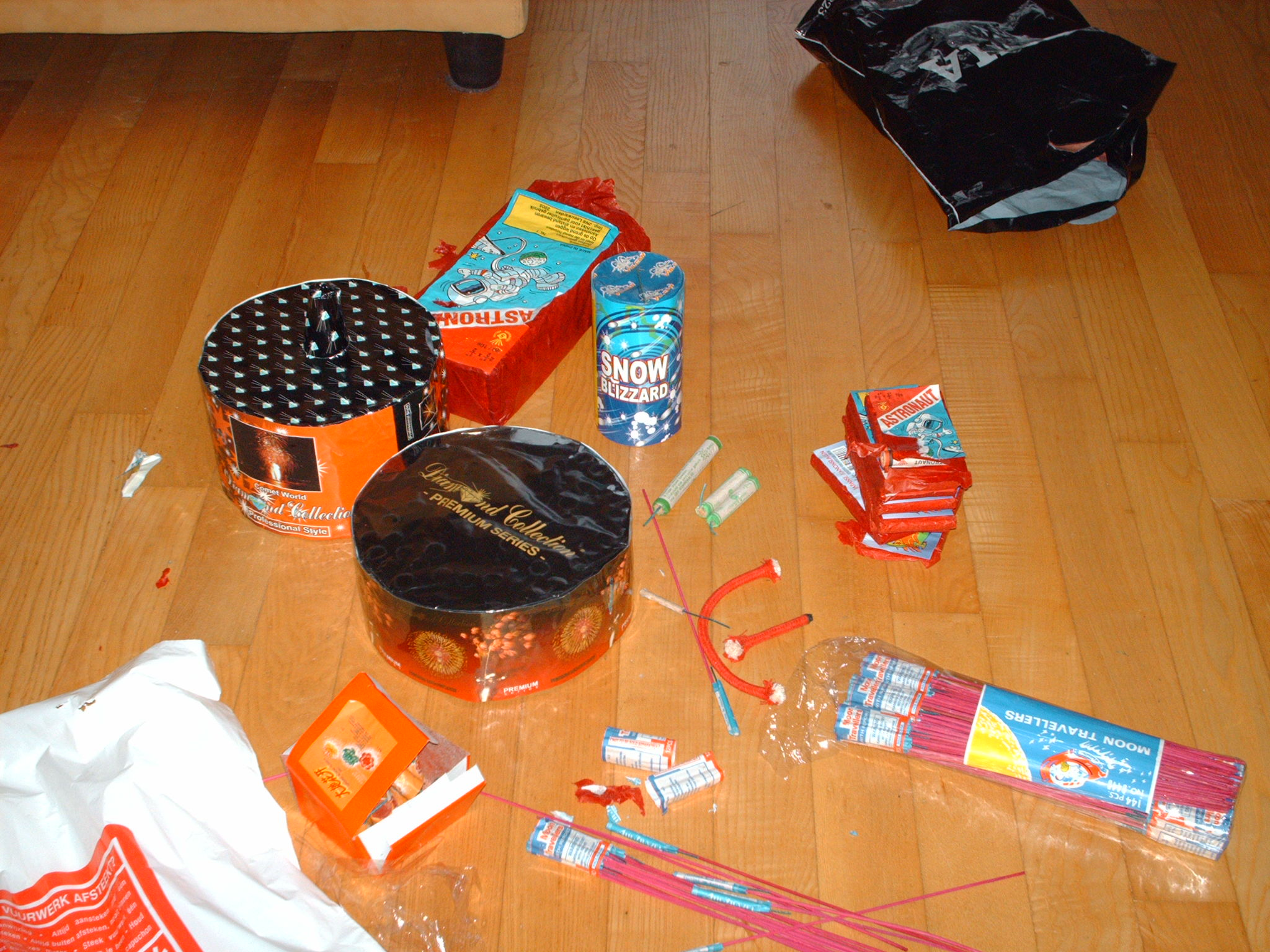
Vuurwerk

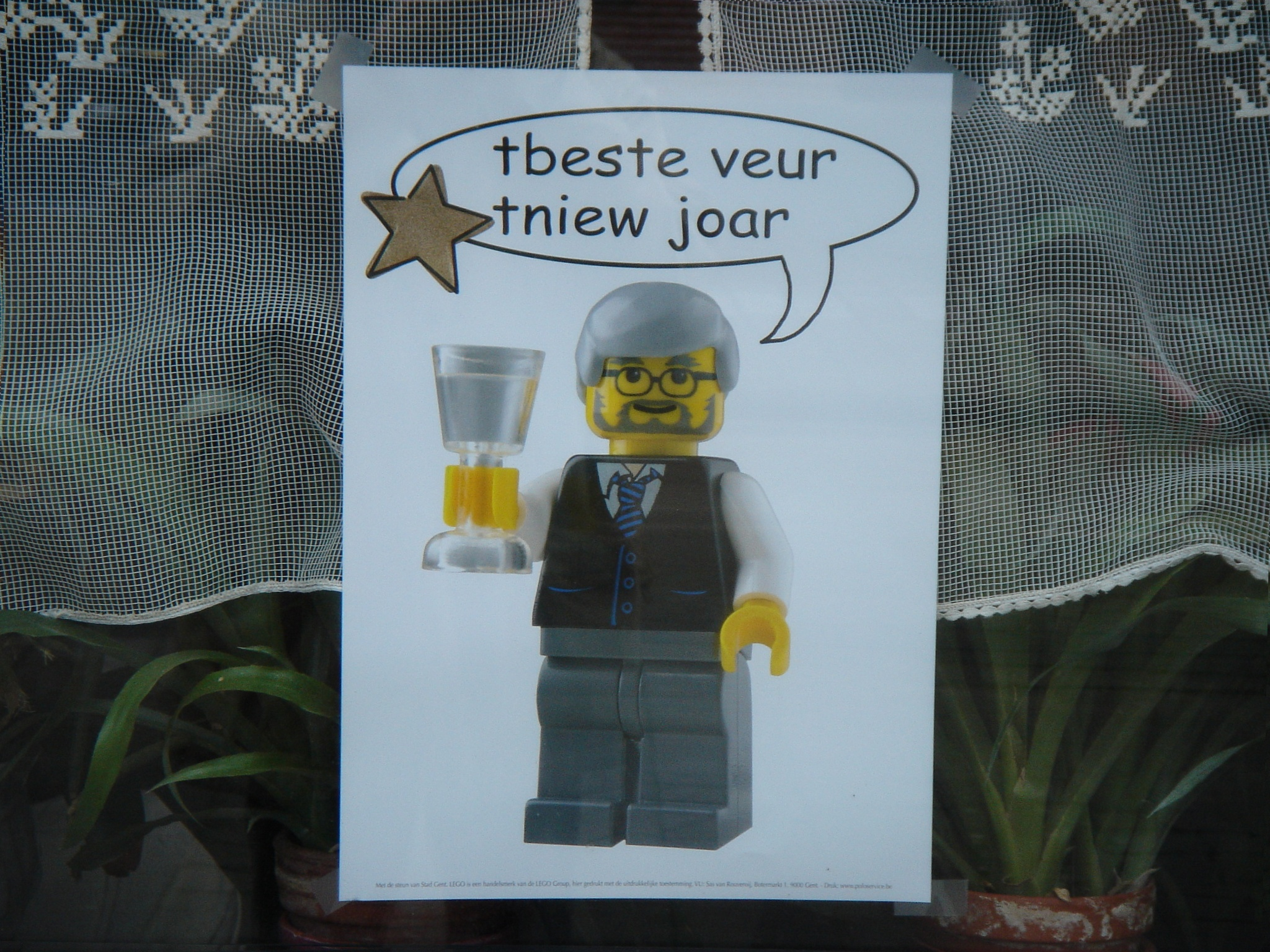
Nieuwjaarswensen in de stad Gent. De affiches werden door het stadsbestuur uitgedeeld.

Men ziet de periode van kerst tot Driekoningen (de heidense twaalf nachten) tegenwoordig nog steeds als feestelijke periode. In deze periode vallen (verplichte) snipperdagen en schoolvakanties, en veel bedrijven zijn gesloten. Veel mensen laten de kerstboom tot na Driekoningen staan. De tradities van onze heidense voorouders hebben dus nog steeds invloed.
De nieuwjaarsvuren zijn terug te vinden in de traditionele kerstboomverbrandingen die in sommige plaatsen nog steeds worden georganiseerd. De oude vuren werden destijds gedoofd, en nieuwe vuren werden ontstoken om het oude jaar te vernietigen en de komst van het licht en het nieuwe te onderstrepen.
Ook moesten de geesten van de overledenen en de demonen worden verjaagd, die juist rond deze tijd konden opspelen. Dit verjagen gebeurde met veel lawaai, wat nog terug te vinden is in het gebruik om rond de jaarwisseling vuurwerk af te steken en klokken te luiden.
Deze geesten moesten echter ook gunstig gestemd worden. Zij konden namelijk de mensen en het vee vruchtbaar maken en het gewas doen groeien. Men bracht ze daarom ook offers, die men na het ritueel zelf opat en -dronk. Dit vinden we terug in onze eigentijdse kerst en oud-en-nieuwgerechten terug, zoals kerststollen, duivekaters, wafels, knieperties, spekdikken, oliebollen en de traditie om uitgebreide maaltijden aan te richten met veel alcoholische drank.
Het geven van cadeautjes en nieuwjaarsgiften aan familie en personeel was al onder de Romeinen gebruikelijk. Het vindt in Frankrijk plaats op nieuwjaarsdag, in Italië op Driekoningen, in het Verenigd Koninkrijk op eerste kerstdag, in Duitsland op kerstavond en op sinterklaasfeest: 5 december (Nederland) + 6 december (Vlaanderen) en met kerst. In 1535 schafte Maarten Luther Sinterklaas af; het kerstkind werd de brenger van geschenken.

## Gebruiken in de Lage Landen

### Nederland
Op 1 januari wenst men iedereen het beste of ook wel 'een gelukkig nieuwjaar'. Vroeger werd vooral geld gegeven. In de 19e eeuw liep dat uit de hand, toen men wildvreemde voorbijgangers geld probeerde af te bedelen met rijmende nieuwjaarswensen en -prenten. Schoorsteenvegers, vuilnisophalers, straatvegers, nachtwakers en lantaarnaanstekers verkochten hun beste wensen; tegenwoordig zijn het de tijdschrift- en krantenbezorgers die de mensen in hun bezorggebied 'de beste wensen' overbrengen. Daarnaast is dit gebruik nog terug te zien in het sturen van kerst- en nieuwjaarskaarten, het geven en bezoeken van nieuwjaarsrecepties, en de gewoonte iedereen die men ontmoet het beste te wensen voor het nieuwe jaar. Ook ontvangen kinderen die 'het nieuwe jaar komen winnen' bij buren en familieleden, in sommige delen van Nederland (onder andere in de Achterhoek) zakjes met snoepgoed, fruit en noten.

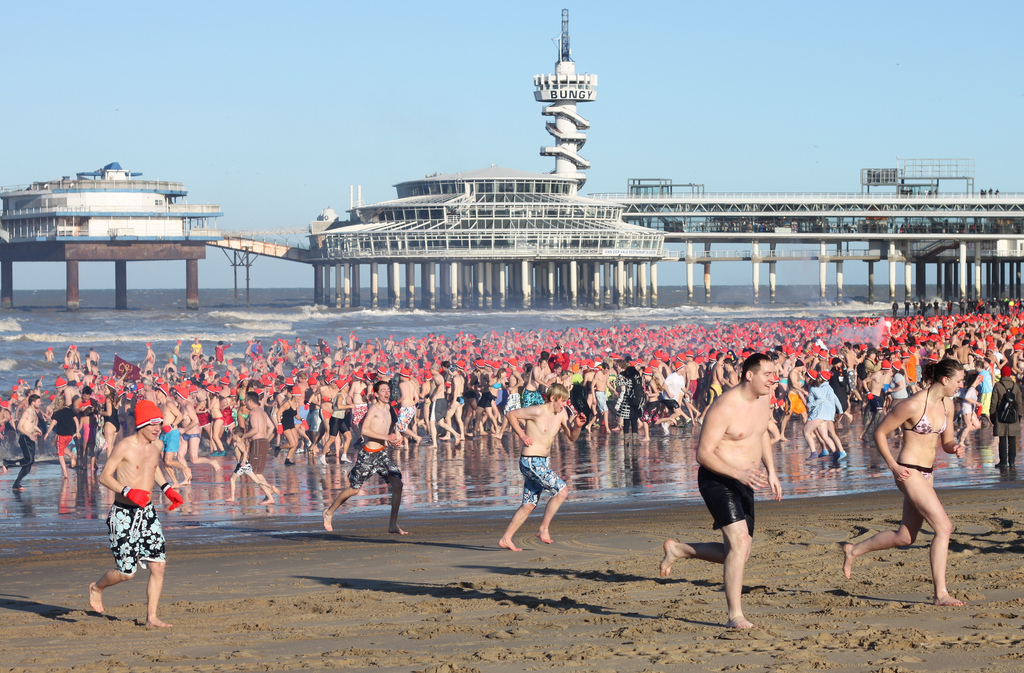
Nieuwjaarsduik te Scheveningen

In de laatste jaren is het gebruikelijk geworden zich massaal in het open en dus koude water te storten, meestal in, soms zonder zwemkleding, maar ook in allerlei fantasie-uitmonsteringen; dit gebruik staat sinds 1960 bekend als de nieuwjaarsduik. Ook vindt op 1 januari het traditionele Nieuwjaarsconcert van de Wiener Philharmoniker plaats, een jaarlijks concert op nieuwjaarsdag in de Wiener Musikverein, het concertgebouw van Wenen. Dit concert wordt internationaal rechtstreeks uitgezonden op televisie. Ook het Nederlands Blazers Ensemble geeft op 1 januari een Nieuwjaarsconcert dat alleen in Nederland op televisie wordt uitgezonden. Dit concert vindt plaats in het Concertgebouw in Amsterdam. Daarnaast vindt in Garmisch-Partenkirchen een wedstrijd schansspringen plaats. Deze wedstrijd, ook wel het "Nieuwjaarsspringen" genoemd, is onderdeel van het Vierschansentoernooi, dat plaatsvindt in Oberstdorf, Garmisch-Partenkirchen, Innsbruck en Bischofshofen. Ook deze wedstrijd wordt rechtstreeks op televisie uitgezonden. Daarnaast vindt in Nederland sinds een aantal jaren ook het NK marathonschaatsen op kunstijs plaats op Nieuwjaarsdag. Ook dit wordt rechtstreeks op televisie uitgezonden.
Sinds 1 januari 1923 vindt bijna jaarlijks op nieuwjaarsdag een Nieuwjaarswedstrijd plaats tussen Koninklijke HFC en Nederlandse ex-internationals.

### België
Vlamingen zeggen tegen elkaar elkaar gelukkig nieuwjaar of beste wensen, en een goede gezondheid. In België is het voor kinderen de gewoonte om op 1 januari een nieuwjaarsbrief met nieuwjaarswensen voor te lezen aan de ouders en aan de doopmeter en dooppeter. Meestal zijn doopmeter en dooppeter nabije familie en is dit gebeuren een echt familiefeest, in aanwezigheid van grootouders en ooms en tantes.
Een nieuwjaarsbrief is traditioneel een eenvoudig dubbel gevouwen en versierd kaftje, binnenin wordt de tekst geschreven. De tekst opent traditioneel met : "Liefste ouders", "Liefste meter" of "Liefste peter". In nieuw samengestelde gezinnen en bij overlijdens kan hiervan afgeweken worden. De nieuwjaarswensen zelf worden meestal in rijm of versvorm geschreven. De brief eindigt met: " Uw doopkind,(Plaats) , 1 januari,(jaartal)" De blanco brieven zijn te koop in de boekhandel.
In de meeste gezinnen begint deze traditie pas wanneer het kind naar de kleuterschool gaat. In sommige crèches wordt wel al een nieuwjaarsbrief met een kort versje gemaakt. In de kleuterschool en de basisschool is het schrijven en inoefenen van een nieuwjaarsbrief in het lespakket opgenomen. In de kleuterschool staat de tekst voorgedrukt op de nieuwjaarsbrief. Op school oefenen de kinderen de tekst gezamenlijk in. Vanaf het eerste jaar van de basisschool, als het kind 6 jaar is, schrijft het zijn nieuwjaarsbrief eigenhandig en hij leest hem voor.
Na het voorlezen van de nieuwjaarsbrief krijgt het kind speelgoed of een nuttig geschenk, dat in overleg met het kind en de ouders gekozen is.
Op zijn 12de-13de jaar, wanneer het kind de overstap maakt van de basisschool naar secundair onderwijs, zal deze traditie ophouden. Soms krijgt de tiener met Nieuwjaar nog wat geld toegestopt door de doopmeter of dooppeter tot hij of zij meerderjarig is of huwt.
Alhoewel een doopmeter en dooppeter een christelijk-katholiek gebruik is, is deze traditie ook door vrijzinnigen overgenomen. Dit is niet het geval bij de andere geloofsovertuigingen.
Vanaf oudjaar wordt 's avonds tot 's nachts gevierd, vaak met familie of vrienden. Op nieuwjaarsdag worden eerder familiefeesten georganiseerd, niet alleen voor het voorlezen van de nieuwjaarsbrieven. Deze dag wordt erg verschillend beleefd, sommigen rusten uit om te bekomen van een feestnacht, terwijl anderen sporten of op familiebezoek gaan. Ook in België is er een traditie van nieuwjaarsduiken.

## Trivia
- Door de tijdzones wordt Nieuwjaar overal op een ander tijdstip gevierd. Kiritimati, een eilandengroep binnen Kiribati, begint als eerste het nieuwe jaar. Om precies te zijn op 31 december om 10u GMT. Samoa ging als laatste het nieuwe jaar in, maar op 30 december 2011 zijn ze bij de tijdzone van Oost-Australië gevoegd. Sindsdien vieren zij dus als een van de eerste nieuwjaar.

## Weerspreuken
Nieuwjaarsdag is ook een merkeldag waarop de volgende weerspreuken van toepassing zijn:
- Nieuwjaarsnacht rein en klaar, beduidt een vruchtbaar jaar.[1]
- Met Nieuwjaar lengt de dag zolang het haantje kraaien mag.
- Schijnt de zon op dag van Nieuwjaar, dan wordt het een goed appeljaar.

Oostenwind op 1 januari betekent veeziekten, westenwind de dood van een koning, zuidenwind besmettelijke ziekten en noordenwind een vruchtbaar jaar.

## Andere nieuwjaarsfeesten

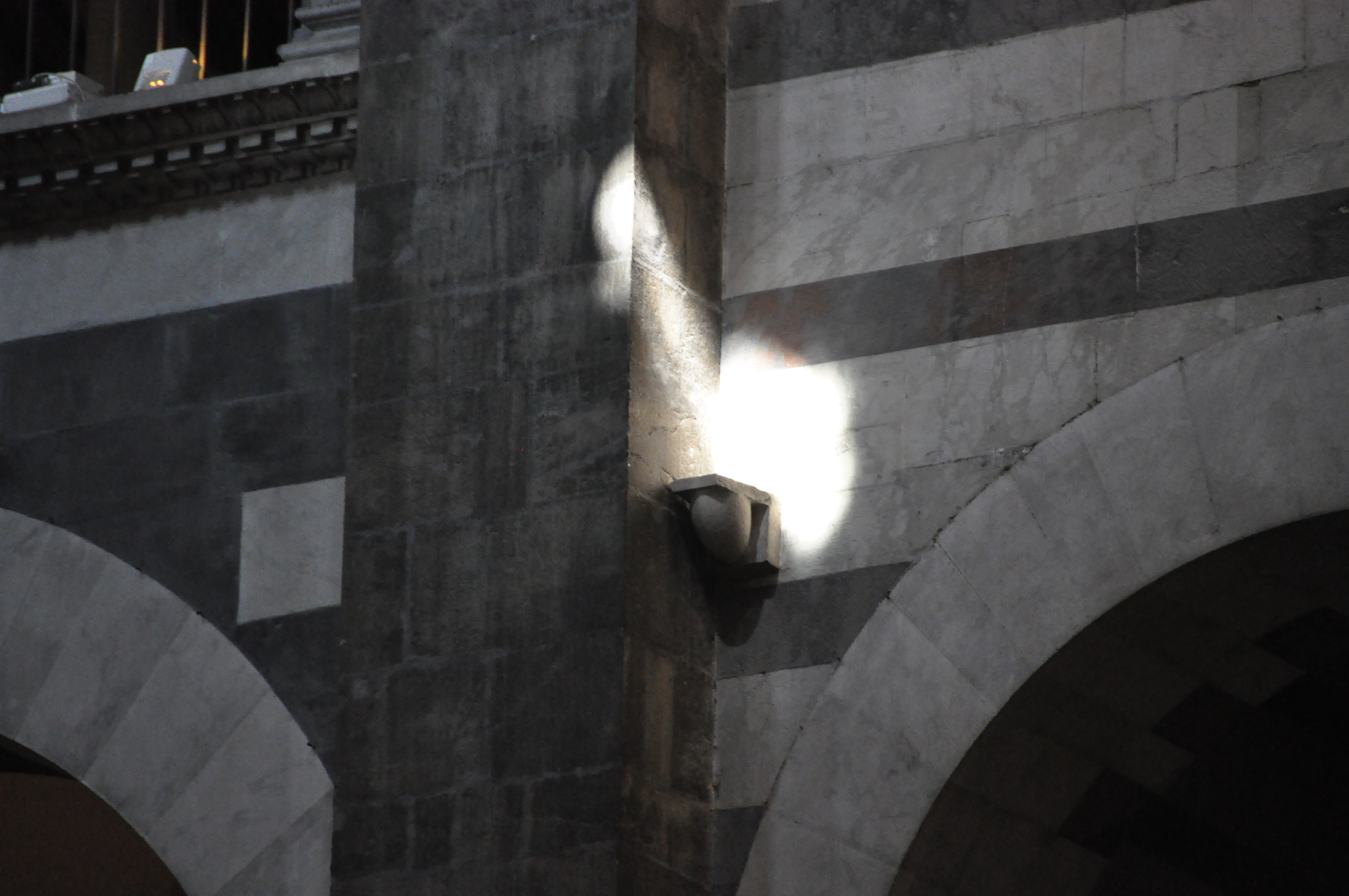
De lichtstraal verkondigt het begin van het nieuwe jaar in de kathedraal van Pisa

- Het Bengaalse Nieuwjaar, Pohela Boishakh genaamd (14/15 april)
- Het Berberse Nieuwjaar (14 januari)
- Het Cambodjaanse Nieuwjaar (13 tot 15 april)
- Het Chinese Nieuwjaar (zie: Chinees Nieuwjaar)
- Het hindoeïstische Nieuwjaar (datum varieert), op Bali: Nyepi
- Het Iraanse/Perzische/bahá'í-Nieuwjaar (zie: Noroez)
- Het Islamitische Nieuwjaar (zie: Islamitische kalender)
- Het Joodse Nieuwjaar (zie: Rosj Hasjana)
- Het Koptische/Ethiopische Nieuwjaar (11/12 september)
- Het Koreaanse Nieuwjaar, Seollal genaamd, valt samen met het Chinese Nieuwjaar, maar kent zijn eigen gebruiken.
- Het Laotiaanse Nieuwjaar (13 tot 15 april).
- Het oosters-orthodoxe Nieuwjaar (13/14 januari)
- Het Thaise Nieuwjaar (13 tot 15 april. Zie ook Songkran)
- Het Tibetaanse Nieuwjaar Losar
- Het Vietnamese Nieuwjaar